# Ediz Gurel
Ediz Gurel (2008.) turski je šahist koji je 2022. dobio FIDE naslov međunarodnog majstora (IM).

## Šahovska karijera
Gurel je trenutno najmlađi međunarodni majstor. Na Europskom pojedinačnom prvenstvu u šahu 2023. osigurao je drugu od svoje tri potrebne velemajstorske (GM) norme nakon što je završio na 6/8.

Gurel je bio drugi, sa 7.5/9, u dijelu do 14 godina na Europskom prvenstvu za mlade 2022.
|   | a | b | c | d | e | f | g | h |   |
| 8 | a8 black rook · d8 black queen · f8 black rook · g8 black king · f7 black pawn · g7 black pawn · h7 black pawn · e6 black bishop · b5 black pawn · c5 black bishop · e5 white pawn · d4 black pawn · g3 white rook · a2 white pawn · c2 white bishop · d2 white knight · f2 white pawn · g2 white pawn · h2 white pawn · b1 white rook · d1 white queen · g1 white king | a8 black rook · d8 black queen · f8 black rook · g8 black king · f7 black pawn · g7 black pawn · h7 black pawn · e6 black bishop · b5 black pawn · c5 black bishop · e5 white pawn · d4 black pawn · g3 white rook · a2 white pawn · c2 white bishop · d2 white knight · f2 white pawn · g2 white pawn · h2 white pawn · b1 white rook · d1 white queen · g1 white king | a8 black rook · d8 black queen · f8 black rook · g8 black king · f7 black pawn · g7 black pawn · h7 black pawn · e6 black bishop · b5 black pawn · c5 black bishop · e5 white pawn · d4 black pawn · g3 white rook · a2 white pawn · c2 white bishop · d2 white knight · f2 white pawn · g2 white pawn · h2 white pawn · b1 white rook · d1 white queen · g1 white king | a8 black rook · d8 black queen · f8 black rook · g8 black king · f7 black pawn · g7 black pawn · h7 black pawn · e6 black bishop · b5 black pawn · c5 black bishop · e5 white pawn · d4 black pawn · g3 white rook · a2 white pawn · c2 white bishop · d2 white knight · f2 white pawn · g2 white pawn · h2 white pawn · b1 white rook · d1 white queen · g1 white king | a8 black rook · d8 black queen · f8 black rook · g8 black king · f7 black pawn · g7 black pawn · h7 black pawn · e6 black bishop · b5 black pawn · c5 black bishop · e5 white pawn · d4 black pawn · g3 white rook · a2 white pawn · c2 white bishop · d2 white knight · f2 white pawn · g2 white pawn · h2 white pawn · b1 white rook · d1 white queen · g1 white king | a8 black rook · d8 black queen · f8 black rook · g8 black king · f7 black pawn · g7 black pawn · h7 black pawn · e6 black bishop · b5 black pawn · c5 black bishop · e5 white pawn · d4 black pawn · g3 white rook · a2 white pawn · c2 white bishop · d2 white knight · f2 white pawn · g2 white pawn · h2 white pawn · b1 white rook · d1 white queen · g1 white king | a8 black rook · d8 black queen · f8 black rook · g8 black king · f7 black pawn · g7 black pawn · h7 black pawn · e6 black bishop · b5 black pawn · c5 black bishop · e5 white pawn · d4 black pawn · g3 white rook · a2 white pawn · c2 white bishop · d2 white knight · f2 white pawn · g2 white pawn · h2 white pawn · b1 white rook · d1 white queen · g1 white king | a8 black rook · d8 black queen · f8 black rook · g8 black king · f7 black pawn · g7 black pawn · h7 black pawn · e6 black bishop · b5 black pawn · c5 black bishop · e5 white pawn · d4 black pawn · g3 white rook · a2 white pawn · c2 white bishop · d2 white knight · f2 white pawn · g2 white pawn · h2 white pawn · b1 white rook · d1 white queen · g1 white king | 8 |
| 7 | a8 black rook · d8 black queen · f8 black rook · g8 black king · f7 black pawn · g7 black pawn · h7 black pawn · e6 black bishop · b5 black pawn · c5 black bishop · e5 white pawn · d4 black pawn · g3 white rook · a2 white pawn · c2 white bishop · d2 white knight · f2 white pawn · g2 white pawn · h2 white pawn · b1 white rook · d1 white queen · g1 white king | a8 black rook · d8 black queen · f8 black rook · g8 black king · f7 black pawn · g7 black pawn · h7 black pawn · e6 black bishop · b5 black pawn · c5 black bishop · e5 white pawn · d4 black pawn · g3 white rook · a2 white pawn · c2 white bishop · d2 white knight · f2 white pawn · g2 white pawn · h2 white pawn · b1 white rook · d1 white queen · g1 white king | a8 black rook · d8 black queen · f8 black rook · g8 black king · f7 black pawn · g7 black pawn · h7 black pawn · e6 black bishop · b5 black pawn · c5 black bishop · e5 white pawn · d4 black pawn · g3 white rook · a2 white pawn · c2 white bishop · d2 white knight · f2 white pawn · g2 white pawn · h2 white pawn · b1 white rook · d1 white queen · g1 white king | a8 black rook · d8 black queen · f8 black rook · g8 black king · f7 black pawn · g7 black pawn · h7 black pawn · e6 black bishop · b5 black pawn · c5 black bishop · e5 white pawn · d4 black pawn · g3 white rook · a2 white pawn · c2 white bishop · d2 white knight · f2 white pawn · g2 white pawn · h2 white pawn · b1 white rook · d1 white queen · g1 white king | a8 black rook · d8 black queen · f8 black rook · g8 black king · f7 black pawn · g7 black pawn · h7 black pawn · e6 black bishop · b5 black pawn · c5 black bishop · e5 white pawn · d4 black pawn · g3 white rook · a2 white pawn · c2 white bishop · d2 white knight · f2 white pawn · g2 white pawn · h2 white pawn · b1 white rook · d1 white queen · g1 white king | a8 black rook · d8 black queen · f8 black rook · g8 black king · f7 black pawn · g7 black pawn · h7 black pawn · e6 black bishop · b5 black pawn · c5 black bishop · e5 white pawn · d4 black pawn · g3 white rook · a2 white pawn · c2 white bishop · d2 white knight · f2 white pawn · g2 white pawn · h2 white pawn · b1 white rook · d1 white queen · g1 white king | a8 black rook · d8 black queen · f8 black rook · g8 black king · f7 black pawn · g7 black pawn · h7 black pawn · e6 black bishop · b5 black pawn · c5 black bishop · e5 white pawn · d4 black pawn · g3 white rook · a2 white pawn · c2 white bishop · d2 white knight · f2 white pawn · g2 white pawn · h2 white pawn · b1 white rook · d1 white queen · g1 white king | a8 black rook · d8 black queen · f8 black rook · g8 black king · f7 black pawn · g7 black pawn · h7 black pawn · e6 black bishop · b5 black pawn · c5 black bishop · e5 white pawn · d4 black pawn · g3 white rook · a2 white pawn · c2 white bishop · d2 white knight · f2 white pawn · g2 white pawn · h2 white pawn · b1 white rook · d1 white queen · g1 white king | 7 |
| 6 | a8 black rook · d8 black queen · f8 black rook · g8 black king · f7 black pawn · g7 black pawn · h7 black pawn · e6 black bishop · b5 black pawn · c5 black bishop · e5 white pawn · d4 black pawn · g3 white rook · a2 white pawn · c2 white bishop · d2 white knight · f2 white pawn · g2 white pawn · h2 white pawn · b1 white rook · d1 white queen · g1 white king | a8 black rook · d8 black queen · f8 black rook · g8 black king · f7 black pawn · g7 black pawn · h7 black pawn · e6 black bishop · b5 black pawn · c5 black bishop · e5 white pawn · d4 black pawn · g3 white rook · a2 white pawn · c2 white bishop · d2 white knight · f2 white pawn · g2 white pawn · h2 white pawn · b1 white rook · d1 white queen · g1 white king | a8 black rook · d8 black queen · f8 black rook · g8 black king · f7 black pawn · g7 black pawn · h7 black pawn · e6 black bishop · b5 black pawn · c5 black bishop · e5 white pawn · d4 black pawn · g3 white rook · a2 white pawn · c2 white bishop · d2 white knight · f2 white pawn · g2 white pawn · h2 white pawn · b1 white rook · d1 white queen · g1 white king | a8 black rook · d8 black queen · f8 black rook · g8 black king · f7 black pawn · g7 black pawn · h7 black pawn · e6 black bishop · b5 black pawn · c5 black bishop · e5 white pawn · d4 black pawn · g3 white rook · a2 white pawn · c2 white bishop · d2 white knight · f2 white pawn · g2 white pawn · h2 white pawn · b1 white rook · d1 white queen · g1 white king | a8 black rook · d8 black queen · f8 black rook · g8 black king · f7 black pawn · g7 black pawn · h7 black pawn · e6 black bishop · b5 black pawn · c5 black bishop · e5 white pawn · d4 black pawn · g3 white rook · a2 white pawn · c2 white bishop · d2 white knight · f2 white pawn · g2 white pawn · h2 white pawn · b1 white rook · d1 white queen · g1 white king | a8 black rook · d8 black queen · f8 black rook · g8 black king · f7 black pawn · g7 black pawn · h7 black pawn · e6 black bishop · b5 black pawn · c5 black bishop · e5 white pawn · d4 black pawn · g3 white rook · a2 white pawn · c2 white bishop · d2 white knight · f2 white pawn · g2 white pawn · h2 white pawn · b1 white rook · d1 white queen · g1 white king | a8 black rook · d8 black queen · f8 black rook · g8 black king · f7 black pawn · g7 black pawn · h7 black pawn · e6 black bishop · b5 black pawn · c5 black bishop · e5 white pawn · d4 black pawn · g3 white rook · a2 white pawn · c2 white bishop · d2 white knight · f2 white pawn · g2 white pawn · h2 white pawn · b1 white rook · d1 white queen · g1 white king | a8 black rook · d8 black queen · f8 black rook · g8 black king · f7 black pawn · g7 black pawn · h7 black pawn · e6 black bishop · b5 black pawn · c5 black bishop · e5 white pawn · d4 black pawn · g3 white rook · a2 white pawn · c2 white bishop · d2 white knight · f2 white pawn · g2 white pawn · h2 white pawn · b1 white rook · d1 white queen · g1 white king | 6 |
| 5 | a8 black rook · d8 black queen · f8 black rook · g8 black king · f7 black pawn · g7 black pawn · h7 black pawn · e6 black bishop · b5 black pawn · c5 black bishop · e5 white pawn · d4 black pawn · g3 white rook · a2 white pawn · c2 white bishop · d2 white knight · f2 white pawn · g2 white pawn · h2 white pawn · b1 white rook · d1 white queen · g1 white king | a8 black rook · d8 black queen · f8 black rook · g8 black king · f7 black pawn · g7 black pawn · h7 black pawn · e6 black bishop · b5 black pawn · c5 black bishop · e5 white pawn · d4 black pawn · g3 white rook · a2 white pawn · c2 white bishop · d2 white knight · f2 white pawn · g2 white pawn · h2 white pawn · b1 white rook · d1 white queen · g1 white king | a8 black rook · d8 black queen · f8 black rook · g8 black king · f7 black pawn · g7 black pawn · h7 black pawn · e6 black bishop · b5 black pawn · c5 black bishop · e5 white pawn · d4 black pawn · g3 white rook · a2 white pawn · c2 white bishop · d2 white knight · f2 white pawn · g2 white pawn · h2 white pawn · b1 white rook · d1 white queen · g1 white king | a8 black rook · d8 black queen · f8 black rook · g8 black king · f7 black pawn · g7 black pawn · h7 black pawn · e6 black bishop · b5 black pawn · c5 black bishop · e5 white pawn · d4 black pawn · g3 white rook · a2 white pawn · c2 white bishop · d2 white knight · f2 white pawn · g2 white pawn · h2 white pawn · b1 white rook · d1 white queen · g1 white king | a8 black rook · d8 black queen · f8 black rook · g8 black king · f7 black pawn · g7 black pawn · h7 black pawn · e6 black bishop · b5 black pawn · c5 black bishop · e5 white pawn · d4 black pawn · g3 white rook · a2 white pawn · c2 white bishop · d2 white knight · f2 white pawn · g2 white pawn · h2 white pawn · b1 white rook · d1 white queen · g1 white king | a8 black rook · d8 black queen · f8 black rook · g8 black king · f7 black pawn · g7 black pawn · h7 black pawn · e6 black bishop · b5 black pawn · c5 black bishop · e5 white pawn · d4 black pawn · g3 white rook · a2 white pawn · c2 white bishop · d2 white knight · f2 white pawn · g2 white pawn · h2 white pawn · b1 white rook · d1 white queen · g1 white king | a8 black rook · d8 black queen · f8 black rook · g8 black king · f7 black pawn · g7 black pawn · h7 black pawn · e6 black bishop · b5 black pawn · c5 black bishop · e5 white pawn · d4 black pawn · g3 white rook · a2 white pawn · c2 white bishop · d2 white knight · f2 white pawn · g2 white pawn · h2 white pawn · b1 white rook · d1 white queen · g1 white king | a8 black rook · d8 black queen · f8 black rook · g8 black king · f7 black pawn · g7 black pawn · h7 black pawn · e6 black bishop · b5 black pawn · c5 black bishop · e5 white pawn · d4 black pawn · g3 white rook · a2 white pawn · c2 white bishop · d2 white knight · f2 white pawn · g2 white pawn · h2 white pawn · b1 white rook · d1 white queen · g1 white king | 5 |
| 4 | a8 black rook · d8 black queen · f8 black rook · g8 black king · f7 black pawn · g7 black pawn · h7 black pawn · e6 black bishop · b5 black pawn · c5 black bishop · e5 white pawn · d4 black pawn · g3 white rook · a2 white pawn · c2 white bishop · d2 white knight · f2 white pawn · g2 white pawn · h2 white pawn · b1 white rook · d1 white queen · g1 white king | a8 black rook · d8 black queen · f8 black rook · g8 black king · f7 black pawn · g7 black pawn · h7 black pawn · e6 black bishop · b5 black pawn · c5 black bishop · e5 white pawn · d4 black pawn · g3 white rook · a2 white pawn · c2 white bishop · d2 white knight · f2 white pawn · g2 white pawn · h2 white pawn · b1 white rook · d1 white queen · g1 white king | a8 black rook · d8 black queen · f8 black rook · g8 black king · f7 black pawn · g7 black pawn · h7 black pawn · e6 black bishop · b5 black pawn · c5 black bishop · e5 white pawn · d4 black pawn · g3 white rook · a2 white pawn · c2 white bishop · d2 white knight · f2 white pawn · g2 white pawn · h2 white pawn · b1 white rook · d1 white queen · g1 white king | a8 black rook · d8 black queen · f8 black rook · g8 black king · f7 black pawn · g7 black pawn · h7 black pawn · e6 black bishop · b5 black pawn · c5 black bishop · e5 white pawn · d4 black pawn · g3 white rook · a2 white pawn · c2 white bishop · d2 white knight · f2 white pawn · g2 white pawn · h2 white pawn · b1 white rook · d1 white queen · g1 white king | a8 black rook · d8 black queen · f8 black rook · g8 black king · f7 black pawn · g7 black pawn · h7 black pawn · e6 black bishop · b5 black pawn · c5 black bishop · e5 white pawn · d4 black pawn · g3 white rook · a2 white pawn · c2 white bishop · d2 white knight · f2 white pawn · g2 white pawn · h2 white pawn · b1 white rook · d1 white queen · g1 white king | a8 black rook · d8 black queen · f8 black rook · g8 black king · f7 black pawn · g7 black pawn · h7 black pawn · e6 black bishop · b5 black pawn · c5 black bishop · e5 white pawn · d4 black pawn · g3 white rook · a2 white pawn · c2 white bishop · d2 white knight · f2 white pawn · g2 white pawn · h2 white pawn · b1 white rook · d1 white queen · g1 white king | a8 black rook · d8 black queen · f8 black rook · g8 black king · f7 black pawn · g7 black pawn · h7 black pawn · e6 black bishop · b5 black pawn · c5 black bishop · e5 white pawn · d4 black pawn · g3 white rook · a2 white pawn · c2 white bishop · d2 white knight · f2 white pawn · g2 white pawn · h2 white pawn · b1 white rook · d1 white queen · g1 white king | a8 black rook · d8 black queen · f8 black rook · g8 black king · f7 black pawn · g7 black pawn · h7 black pawn · e6 black bishop · b5 black pawn · c5 black bishop · e5 white pawn · d4 black pawn · g3 white rook · a2 white pawn · c2 white bishop · d2 white knight · f2 white pawn · g2 white pawn · h2 white pawn · b1 white rook · d1 white queen · g1 white king | 4 |
| 3 | a8 black rook · d8 black queen · f8 black rook · g8 black king · f7 black pawn · g7 black pawn · h7 black pawn · e6 black bishop · b5 black pawn · c5 black bishop · e5 white pawn · d4 black pawn · g3 white rook · a2 white pawn · c2 white bishop · d2 white knight · f2 white pawn · g2 white pawn · h2 white pawn · b1 white rook · d1 white queen · g1 white king | a8 black rook · d8 black queen · f8 black rook · g8 black king · f7 black pawn · g7 black pawn · h7 black pawn · e6 black bishop · b5 black pawn · c5 black bishop · e5 white pawn · d4 black pawn · g3 white rook · a2 white pawn · c2 white bishop · d2 white knight · f2 white pawn · g2 white pawn · h2 white pawn · b1 white rook · d1 white queen · g1 white king | a8 black rook · d8 black queen · f8 black rook · g8 black king · f7 black pawn · g7 black pawn · h7 black pawn · e6 black bishop · b5 black pawn · c5 black bishop · e5 white pawn · d4 black pawn · g3 white rook · a2 white pawn · c2 white bishop · d2 white knight · f2 white pawn · g2 white pawn · h2 white pawn · b1 white rook · d1 white queen · g1 white king | a8 black rook · d8 black queen · f8 black rook · g8 black king · f7 black pawn · g7 black pawn · h7 black pawn · e6 black bishop · b5 black pawn · c5 black bishop · e5 white pawn · d4 black pawn · g3 white rook · a2 white pawn · c2 white bishop · d2 white knight · f2 white pawn · g2 white pawn · h2 white pawn · b1 white rook · d1 white queen · g1 white king | a8 black rook · d8 black queen · f8 black rook · g8 black king · f7 black pawn · g7 black pawn · h7 black pawn · e6 black bishop · b5 black pawn · c5 black bishop · e5 white pawn · d4 black pawn · g3 white rook · a2 white pawn · c2 white bishop · d2 white knight · f2 white pawn · g2 white pawn · h2 white pawn · b1 white rook · d1 white queen · g1 white king | a8 black rook · d8 black queen · f8 black rook · g8 black king · f7 black pawn · g7 black pawn · h7 black pawn · e6 black bishop · b5 black pawn · c5 black bishop · e5 white pawn · d4 black pawn · g3 white rook · a2 white pawn · c2 white bishop · d2 white knight · f2 white pawn · g2 white pawn · h2 white pawn · b1 white rook · d1 white queen · g1 white king | a8 black rook · d8 black queen · f8 black rook · g8 black king · f7 black pawn · g7 black pawn · h7 black pawn · e6 black bishop · b5 black pawn · c5 black bishop · e5 white pawn · d4 black pawn · g3 white rook · a2 white pawn · c2 white bishop · d2 white knight · f2 white pawn · g2 white pawn · h2 white pawn · b1 white rook · d1 white queen · g1 white king | a8 black rook · d8 black queen · f8 black rook · g8 black king · f7 black pawn · g7 black pawn · h7 black pawn · e6 black bishop · b5 black pawn · c5 black bishop · e5 white pawn · d4 black pawn · g3 white rook · a2 white pawn · c2 white bishop · d2 white knight · f2 white pawn · g2 white pawn · h2 white pawn · b1 white rook · d1 white queen · g1 white king | 3 |
| 2 | a8 black rook · d8 black queen · f8 black rook · g8 black king · f7 black pawn · g7 black pawn · h7 black pawn · e6 black bishop · b5 black pawn · c5 black bishop · e5 white pawn · d4 black pawn · g3 white rook · a2 white pawn · c2 white bishop · d2 white knight · f2 white pawn · g2 white pawn · h2 white pawn · b1 white rook · d1 white queen · g1 white king | a8 black rook · d8 black queen · f8 black rook · g8 black king · f7 black pawn · g7 black pawn · h7 black pawn · e6 black bishop · b5 black pawn · c5 black bishop · e5 white pawn · d4 black pawn · g3 white rook · a2 white pawn · c2 white bishop · d2 white knight · f2 white pawn · g2 white pawn · h2 white pawn · b1 white rook · d1 white queen · g1 white king | a8 black rook · d8 black queen · f8 black rook · g8 black king · f7 black pawn · g7 black pawn · h7 black pawn · e6 black bishop · b5 black pawn · c5 black bishop · e5 white pawn · d4 black pawn · g3 white rook · a2 white pawn · c2 white bishop · d2 white knight · f2 white pawn · g2 white pawn · h2 white pawn · b1 white rook · d1 white queen · g1 white king | a8 black rook · d8 black queen · f8 black rook · g8 black king · f7 black pawn · g7 black pawn · h7 black pawn · e6 black bishop · b5 black pawn · c5 black bishop · e5 white pawn · d4 black pawn · g3 white rook · a2 white pawn · c2 white bishop · d2 white knight · f2 white pawn · g2 white pawn · h2 white pawn · b1 white rook · d1 white queen · g1 white king | a8 black rook · d8 black queen · f8 black rook · g8 black king · f7 black pawn · g7 black pawn · h7 black pawn · e6 black bishop · b5 black pawn · c5 black bishop · e5 white pawn · d4 black pawn · g3 white rook · a2 white pawn · c2 white bishop · d2 white knight · f2 white pawn · g2 white pawn · h2 white pawn · b1 white rook · d1 white queen · g1 white king | a8 black rook · d8 black queen · f8 black rook · g8 black king · f7 black pawn · g7 black pawn · h7 black pawn · e6 black bishop · b5 black pawn · c5 black bishop · e5 white pawn · d4 black pawn · g3 white rook · a2 white pawn · c2 white bishop · d2 white knight · f2 white pawn · g2 white pawn · h2 white pawn · b1 white rook · d1 white queen · g1 white king | a8 black rook · d8 black queen · f8 black rook · g8 black king · f7 black pawn · g7 black pawn · h7 black pawn · e6 black bishop · b5 black pawn · c5 black bishop · e5 white pawn · d4 black pawn · g3 white rook · a2 white pawn · c2 white bishop · d2 white knight · f2 white pawn · g2 white pawn · h2 white pawn · b1 white rook · d1 white queen · g1 white king | a8 black rook · d8 black queen · f8 black rook · g8 black king · f7 black pawn · g7 black pawn · h7 black pawn · e6 black bishop · b5 black pawn · c5 black bishop · e5 white pawn · d4 black pawn · g3 white rook · a2 white pawn · c2 white bishop · d2 white knight · f2 white pawn · g2 white pawn · h2 white pawn · b1 white rook · d1 white queen · g1 white king | 2 |
| 1 | a8 black rook · d8 black queen · f8 black rook · g8 black king · f7 black pawn · g7 black pawn · h7 black pawn · e6 black bishop · b5 black pawn · c5 black bishop · e5 white pawn · d4 black pawn · g3 white rook · a2 white pawn · c2 white bishop · d2 white knight · f2 white pawn · g2 white pawn · h2 white pawn · b1 white rook · d1 white queen · g1 white king | a8 black rook · d8 black queen · f8 black rook · g8 black king · f7 black pawn · g7 black pawn · h7 black pawn · e6 black bishop · b5 black pawn · c5 black bishop · e5 white pawn · d4 black pawn · g3 white rook · a2 white pawn · c2 white bishop · d2 white knight · f2 white pawn · g2 white pawn · h2 white pawn · b1 white rook · d1 white queen · g1 white king | a8 black rook · d8 black queen · f8 black rook · g8 black king · f7 black pawn · g7 black pawn · h7 black pawn · e6 black bishop · b5 black pawn · c5 black bishop · e5 white pawn · d4 black pawn · g3 white rook · a2 white pawn · c2 white bishop · d2 white knight · f2 white pawn · g2 white pawn · h2 white pawn · b1 white rook · d1 white queen · g1 white king | a8 black rook · d8 black queen · f8 black rook · g8 black king · f7 black pawn · g7 black pawn · h7 black pawn · e6 black bishop · b5 black pawn · c5 black bishop · e5 white pawn · d4 black pawn · g3 white rook · a2 white pawn · c2 white bishop · d2 white knight · f2 white pawn · g2 white pawn · h2 white pawn · b1 white rook · d1 white queen · g1 white king | a8 black rook · d8 black queen · f8 black rook · g8 black king · f7 black pawn · g7 black pawn · h7 black pawn · e6 black bishop · b5 black pawn · c5 black bishop · e5 white pawn · d4 black pawn · g3 white rook · a2 white pawn · c2 white bishop · d2 white knight · f2 white pawn · g2 white pawn · h2 white pawn · b1 white rook · d1 white queen · g1 white king | a8 black rook · d8 black queen · f8 black rook · g8 black king · f7 black pawn · g7 black pawn · h7 black pawn · e6 black bishop · b5 black pawn · c5 black bishop · e5 white pawn · d4 black pawn · g3 white rook · a2 white pawn · c2 white bishop · d2 white knight · f2 white pawn · g2 white pawn · h2 white pawn · b1 white rook · d1 white queen · g1 white king | a8 black rook · d8 black queen · f8 black rook · g8 black king · f7 black pawn · g7 black pawn · h7 black pawn · e6 black bishop · b5 black pawn · c5 black bishop · e5 white pawn · d4 black pawn · g3 white rook · a2 white pawn · c2 white bishop · d2 white knight · f2 white pawn · g2 white pawn · h2 white pawn · b1 white rook · d1 white queen · g1 white king | a8 black rook · d8 black queen · f8 black rook · g8 black king · f7 black pawn · g7 black pawn · h7 black pawn · e6 black bishop · b5 black pawn · c5 black bishop · e5 white pawn · d4 black pawn · g3 white rook · a2 white pawn · c2 white bishop · d2 white knight · f2 white pawn · g2 white pawn · h2 white pawn · b1 white rook · d1 white queen · g1 white king | 1 |
|   | a | b | c | d | e | f | g | h |   |

Gurel je sudjelova Svjetskom prvenstvu u šahu 2023., izazvavši veliko iznenađenje kada je pobijedio Velimira Ivića u prvoj partiji njihovog susreta prvog kola.
Gurel je osigurao treću velemajstorsku (GM) normu na Challengers turniru na Šahovskom festivalu u Pragu 2024. Također je osvojio turnir s ocjenom 6.5/9. Budući da je u lipnju 2023. već premašio brojku rejtinga 2500, ova mu je pobjeda osigurala titulu velemajstora.

## Vanjske poveznice
- Ediz Gurel rangiranje na FIDE
- Ediz Gurel Profil ovog šahista (ove šahistice) na Chessgames.com
- Ediz Gurel šah na 365Chess.com